# Stenopogon obliteratus
Stenopogon obliteratus là một loài ruồi trong họ Asilidae. Stenopogon obliteratus được Richter miêu tả năm 1963. Loài này phân bố ở vùng Cổ Bắc giới.